# Bertry

Bertry este o comună în departamentul Nord, Franța. În 1 ianuarie 2022 avea o populație de 2.138 de locuitori.